# Liste der Baudenkmäler in Walberberg
Die Liste der Baudenkmäler in Walberberg enthält die denkmalgeschützten Bauwerke auf dem Gebiet von Bornheim (Rheinland)-Walberberg in Nordrhein-Westfalen (Stand: Februar 2014). Diese Baudenkmäler sind in der Denkmalliste der Stadt Bornheim (Rheinland) eingetragen; Grundlage für die Aufnahme ist das Denkmalschutzgesetz Nordrhein-Westfalen (DSchG NRW).

| Bild                                       | Bezeichnung                                | Lage                                              | Beschreibung                                                                        | Bauzeit               | Eingetragen seit | Denkmal- nummer |
| ------------------------------------------ | ------------------------------------------ | ------------------------------------------------- | ----------------------------------------------------------------------------------- | --------------------- | ---------------- | --------------- |
| weitere Bilder                             | Pfarrkirche St. Walburga                   | Walberberg Walburgisstraße 24 Karte               |                                                                                     |                       |                  | 5               |
| weitere Bilder                             | Kitzburg                                   | Walberberg Kitzburger Straße (Verlängerung) Karte | Wasserschloss, Herrenhaus                                                           | 1671–1682             | 2. März 1982     | 8               |
| weitere Bilder                             | Hexenturm                                  | Walberberg Walburgisstraße Karte                  |                                                                                     |                       |                  | 11              |
| weitere Bilder                             | Pfarrhaus                                  | Walberberg Walburgisstraße 26 Karte               |                                                                                     |                       |                  | 39              |
| weitere Bilder                             | Ehem. Dominikanerkloster                   | Walberberg Rheindorfer-Burg-Weg 9 Karte           |                                                                                     |                       |                  | 48              |
| Fachwerkhaus von 1661                      | Fachwerkhaus von 1661                      | Walberberg Hauptstraße 115 Karte                  |                                                                                     |                       |                  | 60              |
| weitere Bilder                             | Fachwerkhaus                               | Walberberg Kitzburger Straße 28 Karte             |                                                                                     |                       |                  | 74              |
| weitere Bilder                             | Ehemalige Vikarie                          | Walberberg Walburgisstraße 9 Karte                |                                                                                     |                       |                  | 100             |
| weitere Bilder                             | Fachwerkhofanlage „Kloose Hof“             | Walberberg Hauptstraße 119 / Oberstraße Karte     | vierflügelig geschlossene Hofanlage                                                 | 18. Jahrhundert       |                  | 111             |
| Wegekreuz                                  | Wegekreuz                                  | Walberberg Hauptstraße 119 / Oberstraße Karte     |                                                                                     | 1848 (laut Inschrift) |                  | 136             |
| weitere Bilder                             | Wegekreuz                                  | Walberberg Hauptstraße / Ecke Hohlgasse 161 Karte |                                                                                     |                       |                  | 140             |
| Wegekreuz                                  | Wegekreuz                                  | Walberberg Heinrich-von-Berge-Weg                 | Inschrift: Christus ward gehorsam bis zum Tode, ja bis zum Tod am Kreuze. ohne Jahr |                       |                  | 159             |
| Familiengrabstätte von Groote / von Kempis | Familiengrabstätte von Groote / von Kempis | Walberberg Friedhof Grab Nr. 456–459, 461–464     |                                                                                     |                       |                  | 189             |
| weitere Bilder                             | Jüdischer Friedhof                         | Walberberg Matthias-Claudius-Weg                  |                                                                                     |                       |                  | 192             |
| weitere Bilder                             | Fronhof                                    | Walberberg Frongasse 52 Karte                     |                                                                                     |                       |                  | 206             |
| Fachwerkhof                                | Fachwerkhof                                | Walberberg Hauptstraße 116 Karte                  |                                                                                     |                       |                  | 234             |
| weitere Bilder                             | Klosterhof                                 | Walberberg Frongasse 37 / Hanrathstraße Karte     |                                                                                     |                       |                  | 241             |